# Borsec Bilbor Tulgheș (areal turistic)
Orașul Borsec constituie elementul central al unui areal turistic accesibil prin excursii de 1 zi, cu plecare și întoarcere în stațiune.

## Cadrul natural
Zona este delimitată la est de zidul Munților Bistriței, la nord de Depresiunea Dornelor, la est de contraforturile Munților Călimani prin prelungirea sudică a acestura - Munții Bilborului, și la sud de grupa centrală din Munții Giurgeu - Munții Ditrăului.
În interiorul acestei zone se află ca repere geomorfologice:
- Depresiunea Bilbor la nord
- Munții Borsecului (grupa nordică din Munții Giurgeu) - în plan central și sudic
- Depresiunea Borsec ce se cuibărește confortabil în amfiteatrul Munților Borsecului.

Cele două depresiuni și versanții lor montani sunt drenați hidrografic de:
- Râul Bistricioara, afluent al Bistriței
- Râul Vin afluent al Bistricioarei

## Căi de comunicație
Axe: 
- Vest - Est DN15 între Toplița și Tulgheș prin Pasul Creanga
- Nord - Sud DJ174 prin derivațiile sale:

- DJ174A care coboară în Depresiunea Bilbor prin Pasul Bursucăriei și ulterior trece prin Pasul Răchitiș spre Toplița
- DJ174B care unește Depresiunea Bilbor cu zona depresionară a Tulgheșului.

- Interioare

- DJ127 între Tulgheș și Ditrău prin Pasul Țengheler
- DJ128 între Borsec și Ditrău prin Pasul Chiozrez

## Obiective turistice locale de interes
Stațiunea Borsec
- Complexul carstic Scaunul Rotund, Grota Urșilor
- Carierele de travertin
- Izvoarele minerale
- Pârtiile de schi
- Rezervația botanică Borsec

Comuna Bilbor
- Biserica de lemn din Bilbor "Sf. Nicolae" (1790)
- Mlaștina cu borviz (Pârâul Dobreanului)
- Rezervația de mesteacăn pitic (Betula nana) de pe Pîrîul Rușilor,  Drumul Rușilor
- Pasul Bursucăriei

Comuna Tulgheș
- Bisericuța de lemn (1790) – unde se află și „Cimitirul eroilor din primul război mondial”;
- Muntele Comarnicului cu Platoul Comarnicului, Rezervația Pietrele Roșii - delataplanorism, ascensiuni, belvedere; Piatra Runcului (1425 m)
- Rezervația de stejar
- Cazărmile Armatei Austro-Ungare

Munții Borsecului
- Marcajul "Bandă roșie" al traseului turistic de creastă al Munților Giurgeului pe traseul Pasul Răchitiș-Vârfurile Cerbic, Făget, Arcoza-Pasul Creanga-Vârful Sărmaș-Pasul Chiozrez-Vârfurile Chiozrezu Mic și Mare, Fagul Înalt-Pasul Țengheler.
- Cabana Făget
- Creasta Mezovești, Creasta Corbului, Muntele Beneș, Culmea Rezu Mare, Culmea Putnei
- Pasul Țengheler cu Capela Sf. Gellert, pășunile domoale și peisajele deosebite

Obiective turistice apropiate
- Ditrău - Catedrala romano-catolică
- Lăzarea - Castelul nobiliar renascentist
- Gheorghieni - Parcul dendrologic Csíky
- Toplița - Pârtia de schi și Biserica de lemn din 1847, Ștrandurile Bánffy și Urmánczy
- Râul Mureș  - Valea superioară cu Defileul Toplița - Deda